# El reino del dragón de oro
El reino del dragón de oro (em português, O Reino do Dragão de Ouro) é um romance da escritora chilena Isabel Allende. Foi publicado em 2003, é o segundo da trilogia As Aventuras da Águia e do Jaguar (ou As Memórias da Águia e do Jaguar, dependendo da tradução) sendo seguido por El bosque de los pigmeos. Com aventuras mágicas e perigosas, porém com o toque de belos ensinamentos budistas e ressaltando ainda a força do amor.

## Enredo
De volta para os Estados Unidos da América, Alexander Cold e sua engraçada avó Kate Cold, passaram por grandes momentos em sua aventura em uma Amazônia desconhecida, encontrando o próprio El Dorado. Alex vem mudado: forte bronzeado do Brasil, cabelo cortado aos modos indígenas, contudo sua maior mudança ocorreu dentro dele, em sua personalidade, não mais era um garoto americano mimado cheio de "problemas", havia amadurecido. Deixando os ovos de diamante (conseguidos em La ciudad de las bestias juntamente com a água da saúde) com sua escandalosa avó Kate. Ela trata o futuro do povo da neblina como brinquedinhos, até que descobre que com eles ela poderia comprar um país pequeno. Quanto a menina Nádia Santos ela recebe um convite de Kate para ir passar as férias em seu apartamento em Nova Iorque, mas claro ela leva seu inseparável Borobá, o macaquinho. Logo ela e Alex juntos novamente, descobrem que Kate tem uma nova missão: fazer uma reportagem sobre o Reino do Dragão de Ouro (ou Reino Proibido), um país isolado do mundo, detalhe: ele fica no gélido Himalaia.
Chegando na Índia eles deparam-se com algo chocante: um hotel extremamente luxuoso e ao seu redor uma população miserável. É aí que eles conhecem os guias da viagem e o viajante chamado Tex Tatu. Então Alex e Nádia encaram uma aventura no frio intenso, nas montanhas eles conhecem o lama Tensing e seu discípulo Dil Bahadur, que está treinando para suceder seu pai, o Rei (seu nome apenas é revelado no fim). Tensing e Dil Bahadur levam os dois até um grande achado: os verdadeiros yetis, contudo eles não são como as Feras, têm um metro e meio de altura, são fracos e desnutridos, o sistema de comunicação também é lento, mas acontece por uma espécie de "telepatia". Sua líder é a mais velha do que restou do grupo, seu nome é Grr-ympr, ela ao contrário demonstra ter mais saúde e ser bem melhor alimentada. Também salvam um bando de meninas seqüestradas (Nádia estava entre elas mas conseguiu fugir). Passam por experiências espirituais incríveis. Além de lutarem para salvar a estátua em forma de dragão  (feita em ouro maciço e incrustada de pedras preciosas do mais alto valor e ainda é um objeto que ajuda o Rei a meditar) do Colecionador uma pessoa que faz tudo para ter objetos raros e de seus capangas que estão bem próximos da equipe. É um livro bastante interessante. 